# Guraleus verhoeffeni
Guraleus verhoeffeni is een slakkensoort uit de familie van de Mangeliidae. De wetenschappelijke naam van de soort is voor het eerst geldig gepubliceerd in 1904 door Martens.